# 南北スーダン国境紛争 (2012年)
南北スーダン国境紛争（なんぼくスーダンこっきょうふんそう）は、2012年に発生したスーダン共和国（北スーダン）と南スーダン共和国の国境紛争。同国境界部の油田地帯を中心とした争い。

## 概要
スーダン共和国（北スーダン）とスーダン人民解放軍（南スーダン政府の実質的な前身）は、油田のあるアビエイ地区の帰属を巡り対立を続けていたが、2008年にアビエイ地域以外のアビエイ地区の帰属がスーダン側にあるとして南北が合意に至った。しかし詳細な詰めは行われずに南スーダンは独立。2012年3月、南スーダン政府軍は、一部油田の権益は南スーダン側にあるとしてスーダン側の領域にあったヘグリグ油田に地上部隊を送り込み武力侵攻を行った。南スーダン側の主張によれば、ヘグリグ油田は、和平で同意したアビエイ地区（アビエイ地域を除く）に含まれず、スーダンに帰属したとは認めていないというものである。

## 経緯

### 2012年
- 4月10日 南スーダン軍がヘグリグ油田を制圧。
- 4月12日 スーダン空軍が南スーダンユニティ州の州都ベンティウの橋を空爆。
- 4月18日 スーダンのバシール大統領が南スーダン市民の解放をめざし、ジュバを目標に反撃する旨の演説を行う[2]。
- 4月22日 南スーダン軍がヘグリグ油田から撤退開始。
- 4月23日 スーダン空軍がベンティウの空爆を再開。
- 12月22日 南スーダンに派遣されていた国際連合のヘリコプターが、スーダン軍の機体と誤認され、南スーダン軍に撃墜された。乗員4名が死亡した[3]。

### 2013年
- 1月6日 エチオピアのアディスアベバで、両国首脳の会談が行われ、産油地帯の扱いに関する暫定的な取り決めで合意した[4]。

## 国際調停
国際連合安全保障理事会は、両国を非難。全面戦争を回避するために即時停戦を求めている。2012年5月2日、安保理はスーダンと南スーダンの両国に即時停戦を要求、守られない場合は両国に経済制裁を警告する決議案を全会一致で採択した。難色を示していた中国、ロシアも賛成に回った。
日本の玄葉光一郎外相は、2012年5月5日、スーダンのアジャブ外務担当国務大臣、南スーダンのワコソン国際協力副大臣と会談し、両国に和平協議を再開するよう求めた。